# Leela (Software)

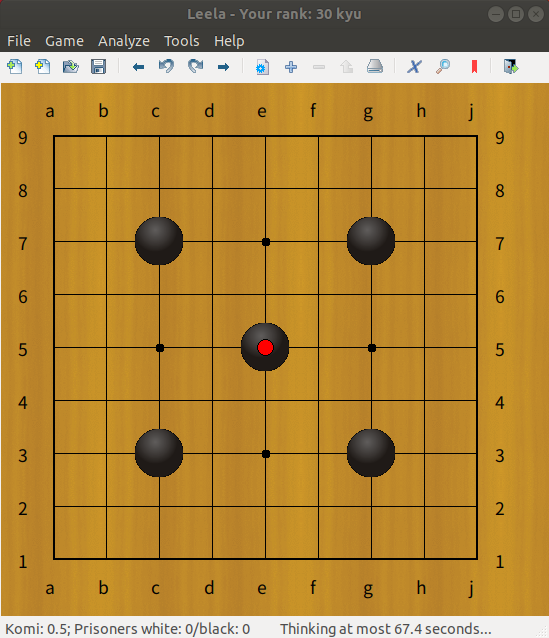
Leela 0.11, Screenshot von 2021

Leela ist ein Computerprogramm für das asiatische Brettspiel Go. Programmiert wurde es vom belgischen Softwareentwickler Gian-Carlo Pascutto, der unter anderem auch für das spielstarke Schachprogramm Sjeng verantwortlich ist. Bei der 13. Computer-Olympiade der International Computer Games Association im Jahr 2008 gewann Leela auf dem 9×9-Brett eine Silber- und auf dem 19×19-Brett eine Bronzemedaille.
Das Programm liegt für die Betriebssysteme Microsoft Windows, macOS und Linux vor, die Vollversion ist seit April 2016 als Freeware im Internet verfügbar. Softwaretechnisch verwendet es sowohl Monte-Carlo-Algorithmen als auch, orientiert am Programm AlphaGo des Unternehmens DeepMind, Deep-Learning-Technologie auf der Basis eines künstlichen neuronalen Netzes. Zur Beschleunigung der Berechnungen kann es über die Software-Schnittstelle OpenCL den Grafikprozessor moderner Grafikkarten nutzen. Neben dem Spielen gegen Leela kann das Programm auch zur Analyse, also dem Finden des besten Zuges in einer Stellung, eingesetzt werden. Das Laden und Speichern von Partien im SGF-Format ist möglich.
Mit einer Spielstärke im Bereich starker Amateurspieler zählt Leela zu den stärksten kostenlosen Go-Programmen. Auf dem KGS Go Server erreichte Leela im Jahr 2017 den Rang 8d.

## Leela Chess Zero
Nachdem im Dezember 2017 DeepMind mit einer neuen Publikation zur generalisierten Spiel-Engine AlphaZero für Aufsehen sorgte, riefen Gian-Carlo Pascutto und der amerikanische Informatiker Gary Linscott (einer der Entwickler der Schach-Engine Stockfish) das Open-Source-Projekt Leela Chess Zero, kurz Lc0, ins Leben, um ähnlich wie schon Leela Zero die Ergebnisse von DeepMind im Schach zu replizieren und für einen breiteren Nutzerkreis verfügbar zu machen. Ende 2018 gingen die Entwickler davon aus, mit Lc0 in den nächsten Monaten die Spielstärke von Stockfish zu übersteigen. Im Mai 2019 siegte Lc0 im Super-Finale der Top Chess Engine Championship Season 15 gegen Stockfish. Im Folgeturnier (Season 16) qualifizierte sich Lc0 nicht für das Super-Finale; 2020 gewann das Programm den Titel aber erneut.